# アルド・サンブレル
アルフレド・サンチェス・ブレル、アルド・サンブレル（Aldo Sambrell、1931年2月23日 - 2010年7月10日）は、スペインの映画俳優。 1961年から1996年の間に150以上の映画とテレビ作品に出演した俳優、監督、脚本家、プロデューサー。
クレジット名義は複数あり、スペル違いのアルド・サンブレル（Aldo Sambrel、Aldo Sanbrell、Aldo Sanbrel、Ald Sanbrell）、アル・サンブレル（Al Sambrell）、アルド・サンベル（Aldo    Sambell）、ハロルド・サンブレル（Harold Sambrel）、アルド・ブレル　（Aldo Brell）、ジョー・サンブレル（Joe Sambrell）があり、『ダイナマイト・ジム』（1965年/未ソフト化）の英語版ではアルボ・サンブレル（Albo Sanbrell）、ジャッキー・チェン監督、主演の『プロジェクト・イーグル』ではアルフレード・ブレル・サンチェス（Alfredo Brel Sanchez）とクレジットされている。日本の活字媒体ではアルド・サムブレルやサム・ブレルと表記されることもあり、VHSソフト『砂漠の戦士/黒いライオン』（1982年/未/ビデオ）のジャケットではアルド・サンブレイと記載されていた。尚、監督時の名義はアルフレード・S・ブレル（Alfredo S.Brell）、アルド・S・ブレル（Aldo S.Brell）がある。

## 生涯
1960年代から70年代にかけて数多くのマカロニ・ウエスタンで、メキシコ人の悪役を演じたスペインの男優。元々はサッカー選手で、メキシコでプレーしていたが、後に歌手を志した。1961年に公開されたニコラス・レイ監督のキリストの伝記映画『キング・オブ・キングス』端役から俳優業に転じた。アクション映画を主とする娯楽作品の助演も多数で、スペインでロケされた外国映画や合作映画にも進出した。製作作品や監督作もある。

### 俳優としての原点
映画デビューは自国ロケのハリウッド大作『キング・オブ・キングス』(1961年)のクレジットに名の無い端役で、『墓標には墓標を』(1962年/未/TV放映)や『赤い砂の決闘』(1963年)辺りからマカロニウエスタンに出演するようになった。この流れで自国ロケの合作の形を取るハリウッド西部劇『カサグランデのガンファイター』(1964年)、『最後のガンファイター』(1965年)、『黄金の砦』（1965年）、『テキサス群盗団（テキサス強盗団）』(1966/未/TV放映)などにも顔を出すようになった。

### マカロニウエスタンの悪役として活躍
セルジオ・レオーネ監督の『荒野の用心棒』（1964年）や『夕陽のガンマン』（1965年）等に於ける悪の手下役が多かったが、セルジオ・コルブッチ監督の『さすらいのガンマン』(1966)では遂に盗賊団の首領である凶悪犯ダンカン役に起用される。その強烈な悪役ぶりで注目され、スペインでもロケされた米国のテレビ・シリーズ『ラット・パトロール』のゲスト出演やスペインでロケされたハリウッド西部劇『100挺のライフル』(1967)への出演に繋がった。因みに、『さすらいのガンマン』と『100挺のライフル』では後にハリウッドの大スターになったバート・レイノルズとの共演だった。その後も悪役俳優として売れっ子で、スティーヴ・リーヴスの俳優引退作『地獄の一匹狼』（1967年）にもクレジット無しながら顔を見せる。

### 国際的な脇役俳優として
マカロニ・ウエスタンへの出演は続く一方、ルイス・ブニュエル監督の『哀しみのトリスターナ』（1970年）の端役にも起用された。また、ハリウッド系の大作にも端役ながらも配役される様になった。主な作品には『コンドルの砦』(1970年)、『女ガンマン/皆殺しのメロディ』(1971年/未/TV放映)、『ラスト・ラン/殺しの一匹狼』(1971年)、『カーク・ダグラスとユル・ブリンナーの世界の果ての大冒険』(1971年/未/ビデオ)、『アントニーとクレオパトラ』(1972年)、『黒いジャガー/アフリカ作戦』(1973年)、『シンドバッド/黄金の航海』(1973年)、『風とライオン』(1975年)などがあり、ショーン・コネリー、ジョージ・C・スコット、チャールズ・ブロンソン、チャールトン・ヘストン、ラクエル・ウェルチ等の大スターの出演作、デーヴィッド・リーン、マーク・ロブソン、ジョン・ギラーミン、バート・ケネディ、リチャード・フライシャー、ジョン・ミリアス、ジョージ・キューカー等の巨匠や名匠監督の作品に参加する機会に恵まれた。
サンブレルと同時代に活動したスペインの脇役俳優には、顔が割れていても知名度の低い俳優が少なくなかった。リカルド・パラシオスやティトー・ガルシア、ルイス・バルブー等が続いたが、サンブレル程にはなれなかった。

### 1980年代以降の動向
1980年代以降も精力的に出演は継続していたが、その多くが日本では未公開作が殆どで、幾本かはビデオ発売された。尚、『アマゾネス・プリズン』（1989年）やジャッキー・チェン監督、主演の『プロジェクト・イーグル』(1991年)等が日本でも劇場公開された。1994年には米国とスペイン合作でドルフ・ラングレン主演の『メン・オブ・ウォー』（未/ビデオ/TV放映）では珍しくタイで撮影されたパートに出演していた。
他には英国領ジブラルタル映画で、マイケル・パレ主演の『ザ・ジャスティス/復讐の銃弾』（1986年/未/ビデオ）にも脇役出演した。この作品は多くの資料ではブラジル映画となっているが、ジブラルタルとブラジルの字面が少し似ていることからの誤解である。

## フィルモグラフィー
- 『勇猛なるベンガル騎兵隊/札つき3軍曹』(1963年/未/TV放映）ハンフリー・ハンバート（ウンベルト・レンツィ）監督
- 『ビリー・ザ・キッド』(1963年/未ソフト化)レオン・クリモフスキー監督
- 『荒野の用心棒』（1964年）ボブ・ロバートスン（セルジオ・レオーネ）監督
- 『自由のアパッチ』(1964年/未ソフト化)ジョー・レーシー（ホセ・マリア・エロリエータ）監督
- 『夕陽のガンマン』（1965年）セルジオ・レオーネ監督
- 『黄金の砦』（1965年）シドニー・ピンク監督
- 『ドクトル・ジバゴ』（1965年）デーヴィッド・リーン監督
- 『名誉と栄光のためでなく（ロスト・コマンド/名誉と栄光のためでなく）』(1965年)マーク・ロブスン監督
- 『さすらいのガンマン（ナバホジョー）』（1966年）セルジオ・コルブッチ監督
- 『続夕陽のガンマン/地獄の決斗』（1966年）セルジオ・レオーネ監督
- 『ネブラスカの一匹狼』（1965年）アンソニー・ロマン（アントニオ・ロマン）、マリオ・バーヴァ（クレジットなし）監督
- 『情無用のコルト』（1966年）ジョヴァンニ・グリマルディ監督
- 『ダイナマイト・ジム』(1966年/未ソフト化)アルフォンソ・バルカザール監督
- 『群盗荒野を裂く』（1966年）ダミアーノ・ダミアーニ監督
- 『血闘のジャンゴ（血斗のジャンゴ）』（1966年）セルジオ・ソリーマ監督
- 『地獄の一匹狼』（1967年）（クレジットなし）アレックス・バークス（カミーロ・バッツォーニ）監督
- 『情無用のならず者』（1967年）ヌンツォ・マラソンマ監督
- 『黄金の棺』(1967年/未/TV放映)セルジオ・コルブッチ、アルバート・バンド（クレジットなし）共同監督
- 『白昼の大列車強盗（白昼の大列車強盗団）』(1967年/未/TV放映)マイク・パーキンス（マリオ・カイアーノ）監督
- 『グリンゴへの鎮魂歌』（1968年/未ソフト化）ホセ・ルイス・メリノ、エウヘニオ・マルティン（クレジットなし）共同監督
- 『ウエスタン』（1968年）（クレジットなし）セルジオ・レオーネ監督
- 『ホワイト・コマンチ』(1968年/未ソフト化)（クレジットなし）ギルバート・リー・ケイ（ホセ・ブリス・メンデス）監督
- 『アウトローガン』（1968年/未/TV放映）フランコ・ジラルディ、アルバート・バンド共同監督
- 『激戦地』(1969年)ウンベルト・レンツィ監督
- 『ノルマンディ決死隊』（1970年/未/TV放映）J・L・メリノ（ホセ・ルイス・メリノ）監督
- 『アリゾナ無宿/レッドリバーの決闘』(1970年/未/TV放映)セルジオ・マルティーノ監督
- 『無頼プロフェッショナル』(1971年/未/TV放映)ジーン・マーティン（エウヘニオ・マルティン）監督
- 『殺し（バトル・キラー）』（1971年）ロマン・ギャリー監督
- 『夕陽のギャングたち』（1971年）（クレジットなし）セルジオ・レオーネ監督
- 『新・さすらいの用心棒/ベン&チャーリー』(1971年/未/TV放映)（クレジットなし）ミケーレ・ルーポ監督
- 『死の戦線ノルマンディ（Dデイ特攻指令/V－2基地を爆破せよ！！）』(1968年/未/TV放映/ビデオ)ヘンリー・マンキーヴィッツ（レオン・クリモフスキー）監督
- 『片目のチャーリー』(1973年/未ソフト化)ドン・チャフィー監督
- 『荒野のライフル』(1972年/未/TV放映)ロバート・パリッシュ監督
- 『真昼と呼ばれた男』(1973年/未ソフト化)ピーター・コリンスン監督
- 『シルバー・サドル/新・復讐の用心棒』(1978年/未/TV放映)ルチオ・フルチ監督
- 『太陽のエトランゼ（灼熱のカボ・ブランコ/狼たちの野望）』(1979年)Ｊ・リー・トンプスン監督
- 『原始人』(1981年/未/ビデオ)
- 『イエロー・ヘアー/黄金の首』(1984年/未/ビデオ)マット・シンバー監督
- 『ブラック・コマンド』(1982年/未/ビデオ)マックス・H・ボロー監督
- 『魔境のガン・ファイター』(1984年/未/ビデオ/TV放映)ドゥッチオ・テッサリ監督
- 『アマゾネス・プリズン』(1990年)レアンドロ・ルケッティ監督
- 『メン・オブ・ウォー』(1994年)ペリー・ラング監督
- 『血と砂』（1988年）ハヴィエル・エロリエータ監督
- 『キリング・マシーン/怒りの爆走』（1984年/未/ビデオ）Ｊ・アンソニー・ローマー（ホセ・アントニオ・デ・ラ・ローマ）監督
- 『砂漠の戦士/黒いライオン』（1982年/未/ビデオ）エンツォ・G・カステッラーリ監督
- 『テキサス群盗団（テキサス強盗団）』（1966年/未/TV放映）レスリー・セランダー監督
- 『最後のガンファイター』（1965年）ポール・ランドレス監督
- 『カサグランデのガンファイター』（1964年）ロイ・ローランド監督
- 『赤い砂の決闘（赤い砂の決斗）』（1963年）リカルド・ブラスコ（リチャード・ブラスコ）監督
- 『墓標には墓標を』（1962年/未/TV放映）ラファエル・ロメロ・マルチェント監督
- 『漂流少年』（1982年/未/ビデオ）ファン・ピケ－ル・シモン監督
- 『カーク・ダグラスとユル・ブリンナーの世界の果ての大冒険』（1971年/未/ビデオ）ジョー・ビリントン監督
- 『コンドルの砦』（1970年）（クレジットなし）ポール・ウェンドコス監督
- 『女ガンマン/皆殺しのメロディ』（1971年/未/TV放映）（クレジットなし）バート・ケネディー監督
- 『100挺のライフル』（1968年）トム・グリース監督
- 『風とライオン』（1975年）ジョン・ミリアス監督
- 『ラスト・ラン/殺しの一匹狼』（1971年）リチャード・フライシャー、ジョン・ヒューストン（途中降板のクレジットなし）共同監督
- 『クルーズ・ミサイル』（1977年/未/ビデオ）レスリー・H・マーティンスン監督
- 『アントニーとクレオパトラ』（1972年）チャールトン・ヘストン監督
- 『シンドバッド/黄金の航海』（1973年）ゴードン・へスラー監督
- 『黒いジャガー/アフリカ作戦』（1973年）ジョン・ギラーミン監督
- 『牢破りガンマン（皆殺し24時）』（1965年/未/TV放映）プリモ・ツェーリオ監督
- 『砂漠の10万ドル（ラシター&マーティン/砂漠の10万ドル）』（1966年/未/TV放映）ホアキン・ルイス・ロメロ・マルチェント監督
- 『サンド・キッド』（1971年/未ソフト化）レオン・クリモフスキー、セルジオ・ベルゴンゼッリ共同監督
- 『プロジェクト・イーグル』（1991年）ジャッキー・チェン監督
- 『長い長い決闘』（1967年）ケン・アナキン監督
- 『カリギュラ3』（1984年）ローレンス・ウェッバー監督
- 『ローマハーレム帝国/ネクスト・カリギュラ』（1986年/未/ビデオ）
- 『哀しみのトリスターナ』（1970年）（クレジットなし）ルイス・ブニュエル監督
- 『オーソン・ウェルズの宝島』（1972年/未/ビデオ）ジョン・ハフ、アントニオ・マルゲリ－ティ（クレジットなし）監督